# 熱雷貝茨河 (金卡河支流)
熱雷貝茨河（烏克蘭語：Жеребець），是烏克蘭的河流，位於該國東南部，屬於金卡河的右支流，發源自米爾內以東，流經扎波羅熱州，河道全長55公里，流域面積508平方公里。